# Rudolf Jindrák
Rudolf Jindrák (* 25. ledna 1964 Praha) je český diplomat, v letech 1998 až 2001 velvyslanec ČR v Maďarsku, v letech 2004 až 2006 v Rakousku, v letech 2006 až 2014 v Německu a od roku 2023 na Slovensku. V letech 2017 až 2023 byl ředitelem Odboru zahraničního Kanceláře prezidenta republiky za prezidenta Miloše Zemana.

## Rodina a studium
Otec Rudolfa Jindráka mladšího, Rudolf Jindrák st., pocházel z Borotína a v 50. letech se (podle výpovědi R. Jindráka juniora) učil v Uhříněvsi na řezníka. Budoucí manželku, o tři roky mladší Agátu Stenczel (* 17. 2. 1937), potkal v roce 1952 právě v Uhříněvsi. Agáta, která zde pracovala při zemědělském školním závodě jako ošetřovatelka krav, pocházela z Kežmarku ze starobylého šlechtického německo-spišského rodu „Stenczel”. Její otec, velkostatkář Zoltán Stenczel (* 15. června 1902 v Kežmarku), byl v začátku Slovenského národního povstání 24. září 1944 skupinou pěti ozbrojenců zavražděn. Z manželství Zoltána s Aureliou, rozenou Bartschovou (dcerou Gustáva Bartscha, statkáře a chovatele koní v obci Hadušovce) vzešly tři děti: Juraj Stenczel, Agáta Stenczel a Gerhard Stenczel.
Svatba Rudolfa se sedmnáctiletou Agátou proběhla v roce 1954 (kdy také vstoupil do KSČ) a v roce 1955 obdržela Agáta také československé státní občanství. V Doubravicích (části obce Modletice) na čp. 31 se rodičům Rudolfovi a Agátě Jindrákovým narodily dvě dcery: Eva (provdaná Kučerová) a Alena (1961, provdaná Vlková), které později studovaly zemědělský obor, a syn Rudolf (1964). Otec Rudolf Jindrák byl už od 50. let členem výboru ZO ČSM, později členem OV ČSM a členem jeho představenstva, členem a předsedou ZV ROH, po vstupu do KSČ v roce 1954 pracoval ve výborech ZO KSČ jako člen a předseda základní organizace. Ve svých 25 letech se stal předsedou JZD. Jeho stranická kariéra nadále pokračovala, v 70. letech vykonával funkci tajemníka OV KSČ Praha-východ, v 80. letech působil v předsednictvu středočeského KV KSČ.
Syn Rudolf Jindrák tak vyrůstal v rodině prominentního komunisty. Vzhledem k tomu, že v Doubravicích se škola nenacházela, započal základní vzdělání na malotřídce v Popovičkách a pokračoval na základní škole ve Velkých Popovicích, v roce 1978 na gymnáziu Zdeňka Nejedlého v Říčanech u Prahy, které ukončil v roce 1982 a jako člen SSM byl navržen na kandidáta KSČ. Po gymnáziu pokračoval ve studiu na Právnické fakultě Univerzity Karlovy, kde se věnoval mezinárodnímu právu a diplomacii, ve 3. a 4. ročníku docházel na semináře a individuální konzultace k Miroslavu Potočnému. V tomto období byl také přijat za člena KSČ (1984–1986, předseda stranické skupiny). Aktivně hrál po několik let fotbal a především jezdil závodně na koních (1978–1986). Po ukončení studia nastoupil v roce 1987 na ministerstvo zahraničí a dodatečně absolvoval jako vysokoškolák roční základní vojenskou službu.

## Kariéra
Na Ministerstvo zahraničních věcí ČSSR nastoupil v srpnu 1986 (ministr Bohuslav Chňoupek), vzápětí absolvoval vojenskou službu a po návratu působil na Konzulárním odboru (KO) - jmenná spisovna MZV ČSSR (ministr Bohuslav Chňoupek, Jaromír Johanes, ředitel Konzulárního odboru Josef Houžvička). Podle Evidence zájmových osob (EZO) byl v hledáčku StB Rudolf Jindrák už od roku 1986. Vázací akt spolupracovníka Zpravodajské služby Generálního štábu podepsal R. Jindrák po několika proběhlých schůzkách v létě 1989 ve svých 25 letech, kdy se s ním počítalo na konzulární odbor do Bonnu.
Služebně-politická charakteristika vojáka také popisuje Jindráka jako zapáleného komunistu: „Osvědčil se v politické práci, ve které dovedl zdařile využít svou dobrou teoretickou průpravu z marxismu-leninismu.“ A Jindrákův nadřízený z Vojenské akademie Antonína Zápotockého v Brně v hodnocení jeho působení v armádě pokračuje: „Konkrétní politickou prací, charakteristickou individuálním přístupem k funkcionářskému aktivu, prokázal již v mladém věku politickou vyzrálost se smyslem pro nové. Zásady proletářského a socialistického internacionalismu jsou mu vlastní, má vřelý vztah k sovětskému lidu.“
www.euro.cz, 13. října 2016
Jindrák uvedl, že o vázacím aktu nevěděl a že v lednu 1989 vešel do kontaktu se Zpravodajskou správou Generálního štábu (vojenská rozvědka) proto, že ho tehdejší vedení personálního odboru MZV ujistilo, že pohovor s představiteli bezpečnostních složek je běžnou součástí výjezdů všech pracovníků. Jeho nadřízený ministr Jaromír Johanes jej v květnu 1989 na zastupitelský úřad do SNR neschválil, ale později se situace podle zpravodajských služeb změnila a proto jej opětovně kontaktovali a v červenci došlo k podepsání aktu, vedeného pod krycím jménem „Danada”. Výjezd do Spolkové republiky Německo nebyl na základě intervence stranických a bezpečnostních složek povolen. Důvodem byl jednak německý a velkostatkářský původ jeho matky Agáty, jednak skutečnost, že řada příbuzných ze strany jeho matky emigrovala na Západ.
O této skutečnosti hned na začátku 90. let informoval své nadřízené, stejně jako Národní bezpečnostní úřad při podávání žádosti o prověření, kdy byl nakonec opakovaně prověřen na stupeň přísně tajné a tajné. Od roku 1990 pracoval jako vedoucí oddělení pro země střední (OSE) a západní Evropy (OZE) konzulárního odboru Ministerstva zahraničních věcí ČSFR, účastnil se tak vyjednávání asi dvaceti dohod o zrušení vízové povinnosti (Německo, Francie, Itálie, Benelux, severní Evropa, atd.)
Spolkovou republiku Německo poprvé navštívil až po revoluci, v roce 1991, kdy na velvyslanectví v Bonnu připravoval otevření čs. generálního konzulátu v Mnichově. V této době začal spolupracovat s velvyslancem Jiřím Grušou (08.01.1991 - 10.06.1997) a Janem Honem v Bonnu. Jindrák úřad GK třikrát stěhoval, dále napomáhal stěhování rádia Svobodná Evropa do Prahy a zahájil jednání o Česko-německé deklaraci. Od roku 1993 do roku 1995 působil jako generální konzul v Mnichově. Čs. velvyslanectví v Bonnu se v roce 1999 přesunulo do Berlína a v září 2004 zahájil činnost český generální konzulát v Bonnu, příslušný pro spolkové země Severní Porýní-Vestfálsko, Hesensko, Porýní-Falc a Sársko se sídlem v budově bývalého českého velvyslanectví na Ferdinandstrasse 27, který byl v roce 2008 nakonec zrušen.
Do Černínského paláce se Rudolf Jindrák z Mnichova vrátil v roce 1994 a nastoupil jako ředitel teritoriálního sekce I (Ř TS I), jednoho z útvarů Ministerstva zahraničních věcí ČR. Pokračoval v jednáních o Česko-německé deklaraci a zároveň řešil nové agendy jako Slovensko či situaci kolem jaderné elektrárny Temelín s Rakouskem. V roce 1998 byl jmenován vrchním ředitelem útvaru sekce právní a konzulární (VŘ SPK Ministerstva zahraničních věcí ČR), čímž se vrátil ke své specializaci na mezinárodní právo (bilaterální vztahy s Lichtenštejnskem, Maďarskou republikou, Spolkovou republikou Německo, Polskou republikou, Rakouskem, Slovenskou republikou, Slovinskem a Švýcarskem).
V letech 1998-2001 působil jako velvyslanec ČR v Maďarsku.
V roce 2001 se vrátil na Ministerstvo zahraničních věcí ČR, kde působil jako náměstek ministra zahraničních věcí (pod tehdejšími ministry Janem Kavanem a Cyrilem Svobodou).
V r. 2004 nastoupil do Vídně jako velvyslanec ČR v Rakousku, kde nahradil Jiřího Grušu.
Po ukončení své mise v Rakousku byl v roce 2006 jmenován velvyslancem na českém velvyslanectví v Berlíně v Německu, kde působil jako jeden z nejdéle sloužících diplomatů přes osm let (11.12.2006 - 2014).
V srpnu 2014 se opět vrátil na Ministerstvo zahraničních věcí ČR, kde byl jmenován náměstkem ministra pro otázky právní, konzulární a ekonomické (NMPKE), ale v této funkci vydržel jen necelý rok a kvůli neshodám s tehdejším ministrem Lubomírem Zaorálkem byl nucen z Ministerstva zahraničních věcí nedobrovolně odejít. Přešel na Úřad vlády ČR, kde působil jako zahraničně-politický poradce premiéra Bohuslava Sobotky. Uvažovalo se o něm jako o možném velvyslanci na Slovensku.
O Jindrákovi se opakovaně hovořilo jako o kandidátovi na post ministra zahraničních věcí v „úřednických vládách“ a na post ministra obrany ve vládě Petra Nečase. Nabídky odmítal s odůvodněním, že nechce vstupovat do takto politicky profilované funkce, resp. si uvědomoval svoji politickou angažovanost před rokem 1989, zejména členství v KSČ a podezření ze spolupráce s komunistickou vojenskou rozvědkou. To vždy bral jako svůj deficit.
Na začátku roku 2017 si ho prezident Miloš Zeman vybral jako nového ředitele svého zahraničního odboru za Hynka Kmoníčka, který odešel jako velvyslanec do Spojených států amerických. Funkce se ujal 15. března 2017. Po vzájemné dohodě prezidenta M. Zemana a premiéra A. Babiše začal od roku 2020 souběžně pracovat na Úřadu vlády ČR, kde se měl věnovat především bilaterálním vztahům s Německem či zeměmi Visegrádu (ČR, Slovensko, Polsko, Maďarsko). Uvedl, že pracovat bude na dohodu a placen bude dle hodinové sazby.
Od ledna 2023 je velvyslancem České republiky na Slovensku.

## Politická činnost
Ve svazku, archivovaném v Ústavu pro studium totalitních režimů, popsal Rudolf Jindrák svoje členství v Komunistické straně Československa ve svém životopise takto: „V roce 1982 jsem byl přijat na gymnáziu v Říčanech u Prahy za kandidáta KSČ. A v roce 1984 převeden na Právnické fakultě Univerzity Karlovy za člena KSČ. Na právnické fakultě jsem v letech 1984–1986 vykonával funkci vedoucího stranické skupiny.” Členem KSČ byl až do roku 1989, po sametové revoluci vystoupil a zůstal bez politické příslušnosti.
S komunistickou rozvědkou nikdy nespolupracoval, o svém kontaktu s Vojenskou rozvědkou GŠ informoval po listopadu 1989 všechny své nadřízené. Poprvé před svým prvním vysláním do SRN v roce 1991 ministra Jiřího Dienstbiera. Dále o uvedené skutečnosti informoval v 90. letech Národní bezpečnostní úřad, který prováděl jeho prověření ke styku s utajovanými skutečnostmi. Od roku 1990 byl R. Jindrák celkem 6x prověřen ke styku s utajovanými skutečnostmi, z toho 4x na stupeň „Přísně tajné“ a 2 x na stupeň „Tajné“. V současné době je držitelem prověření na stupeň „Tajné“, které je platné do ledna 2024. Dále je držitelem nejvyššího stupně prověření v rámci NATO „Cosmic top secret Archivováno 4. 2. 2020 na Wayback Machine.“.

## Názory

### Česko-německá deklarace
Práci na Česko-německé deklaraci Jindrák věnoval řadu let, ať už jako generální konzul v Mnichově nebo ředitel teritoriálního odboru na MZV. Její praktické naplňování pak mj. určovalo i jeho velvyslanecké působení v Berlíně. Deklaraci považuje za stěžejní dokument česko-německých vztahů, který uzavřel minulostní problematiku ve vzájemné agendě. Vyjednávání o deklaraci považuje Jindrák za "vysokou školu diplomacie", ale i domácí politiky. S odstupem času vzpomíná na výbornou spolupráci s tehdejšími ministry Josefem Zieleniecem a Alexandrem Vondrou.

### Evropská integrace
Označuje se za „příznivce sjednocené Evropy, ale ne za každou cenu“.

## Rodina
Je ženatý a má dvě dcery.

## Ocenění
Jindrák je nositelem Záslužného řádu Spolkové republiky Německo (velký záslužný kříž s hvězdou), Bavorského kříže za zásluhy, Maďarského záslužného kříže. Je čestným občanem města Cheb.

## Galerie

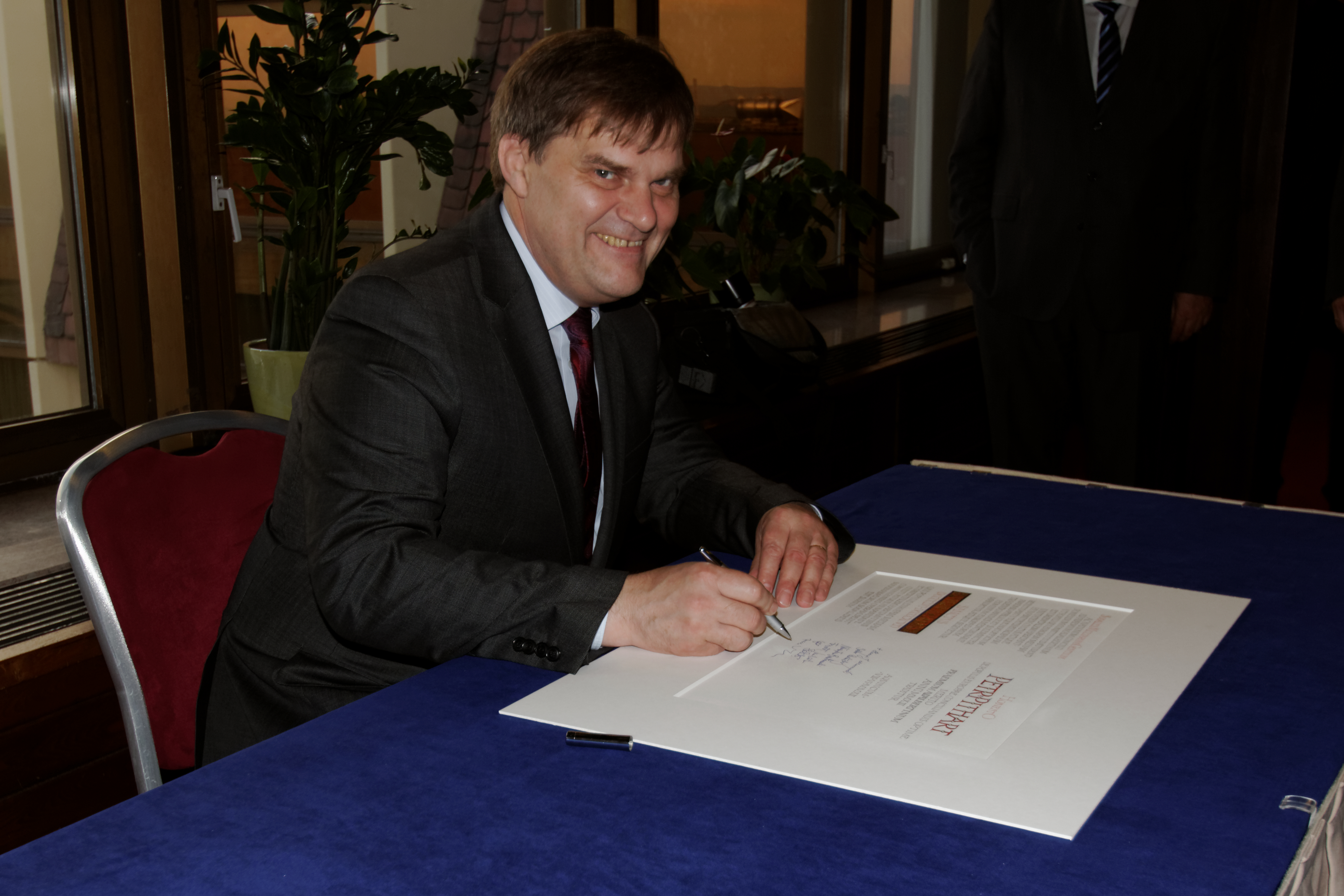
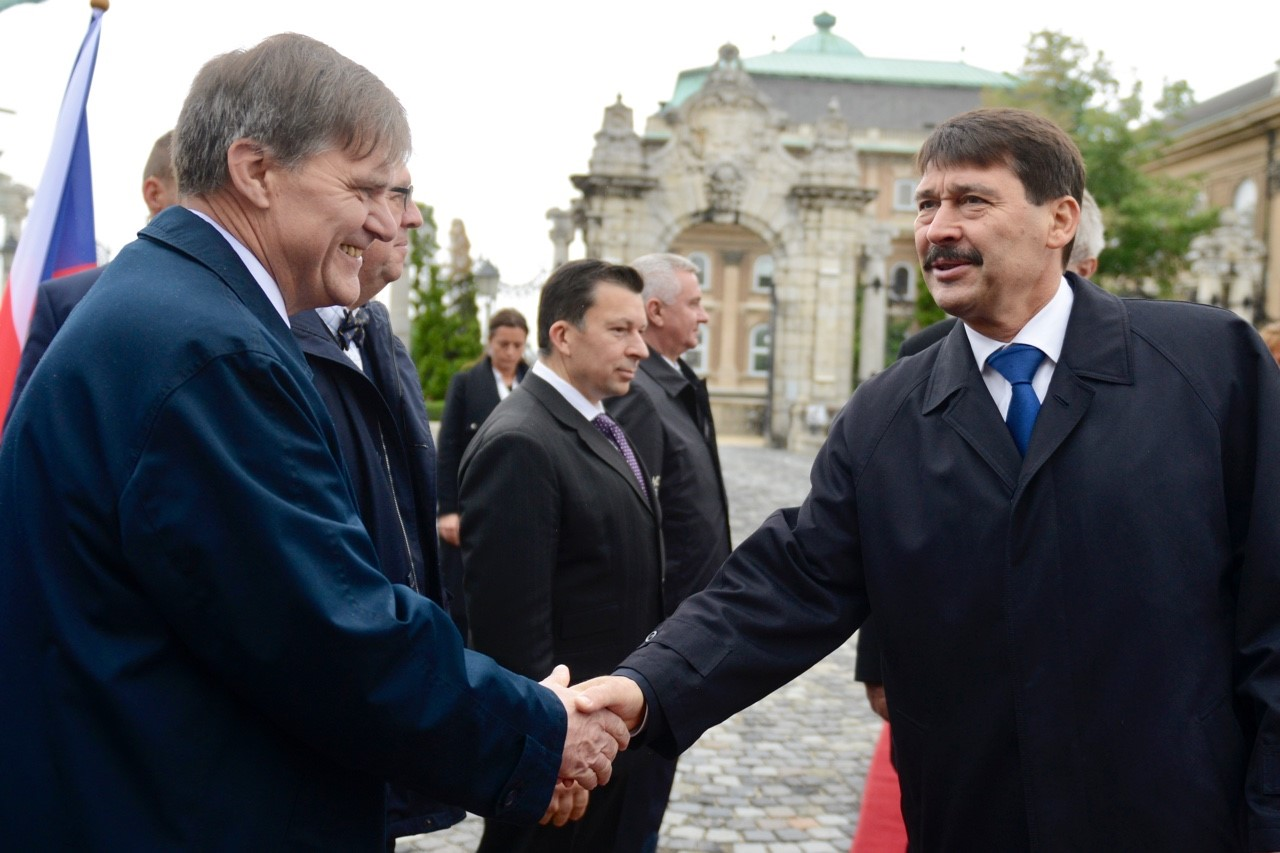
S Jánosem Áderem
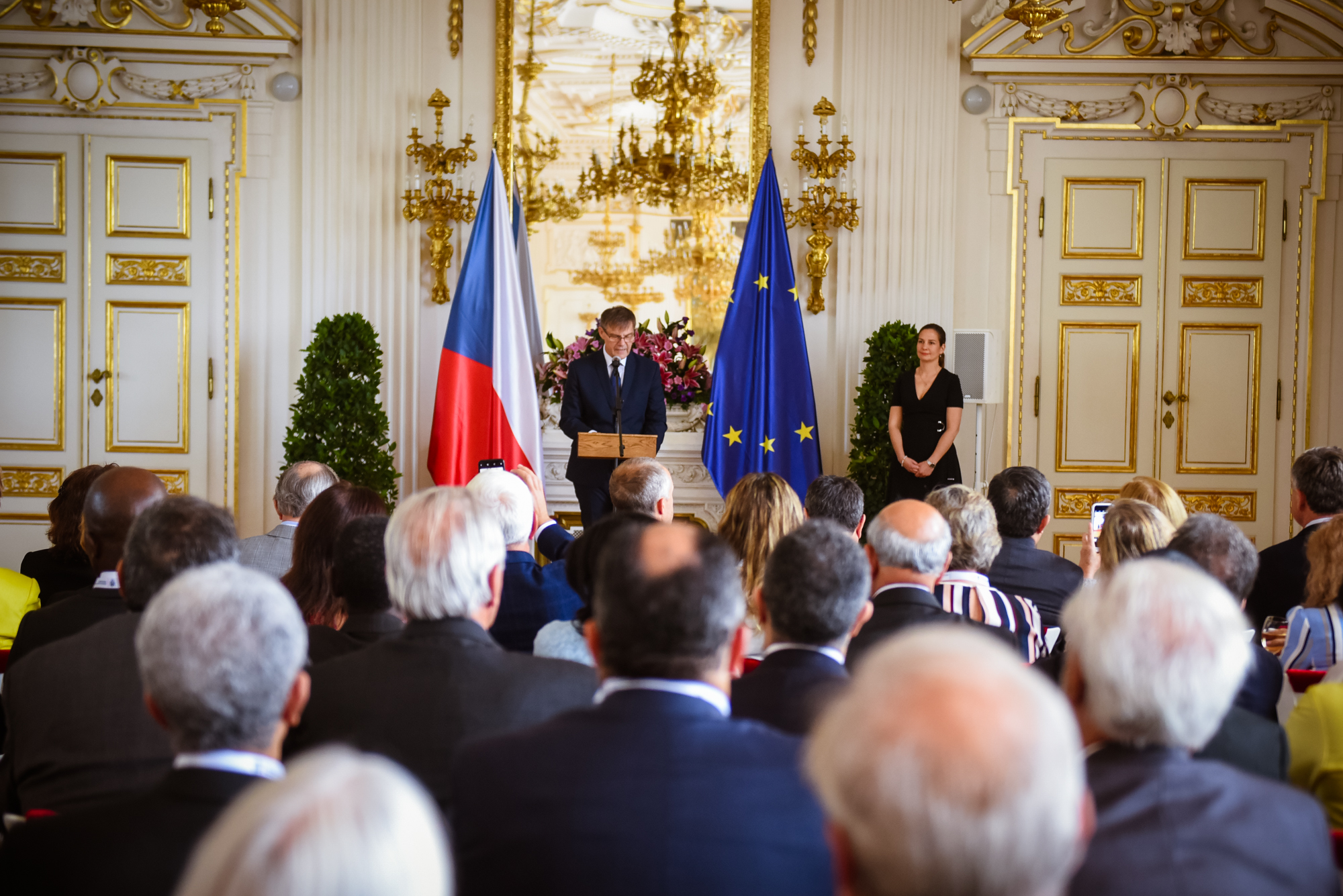
Na setkání honorárních konzulů ČR
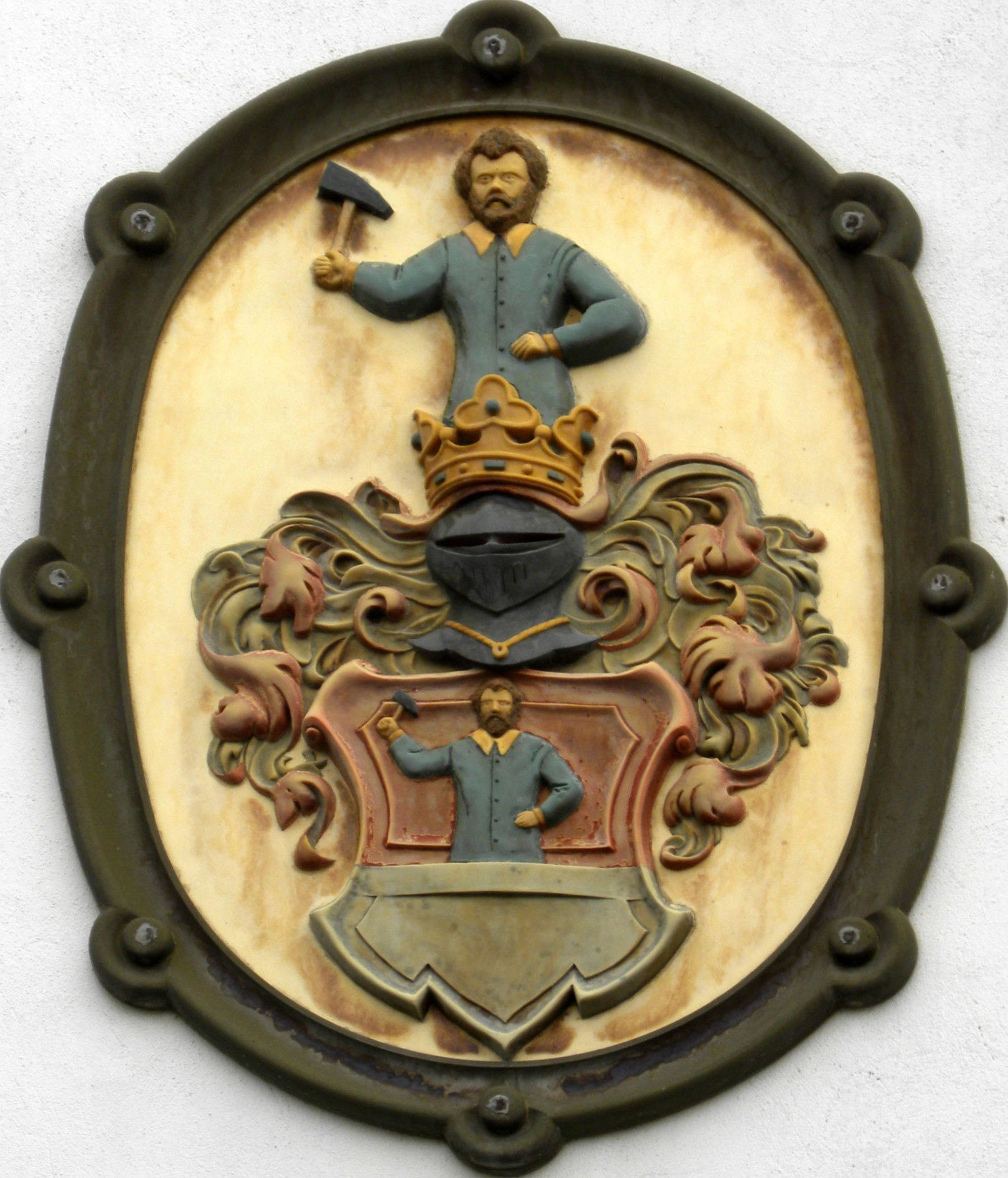
Šlechtický erb rodu Stenczel z Kežmarku (z matčiny strany)